# Thundersteel
Thundersteel —en español: Estruendo de acero— es el sexto álbum de estudio de la banda estadounidense de heavy metal Riot y se lanzó al mercado originalmente en formato de vinilo de siete pulgadas y casete por parte de CBS Records en Estados Unidos y Canadá y por Epic Records en Europa, esto en el año de 1988.

## Grabación y publicación
Después de la ruptura de Riot en 1984 y tras haber pasado casi cuatro años, el guitarrista y también líder de la banda Mark Reale decidió formar de nuevo esta agrupación, pero con nuevos integrantes. Las grabaciones del disco iniciaron a finales de 1987 y se realizaron en el estudio Greene St. Recording de la ciudad de Nueva York, Nueva York, E.U.A. Salió a la venta en 1988.

## Recepción
Al igual que su antecesor, Thundersteel también entró en los listados estadounidenses de Billboard, aunque solamente llegó a ubicarse en la 150.ª posición en el Billboard 200, esto en 1988.

## Crítica
El editor de Allmusic Brian O'Neill realizó una reseña a este material discográfico y al principio de la crítica cita una parte del tema «Bloodstreets» —del cual se grabó un vídeo musical—, tema enlistado en el disco y que, según el autor, muestra el sentimiento de Reale y de Thundersteel.  Respecto al contenido del álbum, O'Neill menciona que «Thundersteel toma partes de todo el metal, desde el estilo de Judas Priest, las guitarras y percusiones del thrash metal y algunos tonos del hair metal que, en ese entonces, encabezaba los listados de popularidad». O'Neill le otorgó una calificación de 4.5 estrellas de cinco posibles a este disco y terminó diciendo que «Thundersteel tiene todo lo que hace grande al metal en esta exagerada gloria —refiriéndose a la década de 1980—, convirtiéndolo en un clásico apreciado».

## Reedición
En 2009, la subsidiaria de Cherry Red Records, Iron Bird Records, relanzó Thundersteel junto a The Privilege of Power en un compilado de dos discos compactos.

## Lista de canciones
| Lado A |                             |                                  |                                 |          |  |
| N.º    | Título                      | Escritor(es)                     | Traducción al español           | Duración |  |
| 1.     | «Thundersteel»              | Mark Reale / Don Van Stavern     | «Estruendo de acero»            | 3:49     |  |
| 2.     | «Fight or Fall»             | Don Van Stavern                  | «Luchar o caer»                 | 4:24     |  |
| 3.     | «Sign of the Crimson Storm» | Mark Reale                       | «Señal de la tormenta carmesí»  | 4:39     |  |
| 4.     | «Flight of the Warrior»     | Tony Moore / Reale / Van Stavern | «Vuelo del guerrero»            | 4:17     |  |
| 5.     | «On Wings of Eagles»        | Moore / Reale / Van Stavern      | «Sobre las alas de las águilas» | 5:41     |  |

| Lado B |                                  |                                                                       |                                             |          |  |
| N.º    | Título                           | Escritor(es)                                                          | Traducción al español                       | Duración |  |
| 6.     | «Johnny's Back»                  | Moore / Reale / Van Stavern                                           | «Johnny está de regreso»                    | 5:32     |  |
| 7.     | «Bloodstreets»                   | Moore / Reale                                                         | «Calles de sangre»                          | 4:38     |  |
| 8.     | «Run for Your Life»              | Moore / Reale / Van Stavern                                           | «Huye por tu vida»                          | 4:08     |  |
| 9.     | «Buried Alive (Tell Tale Heart)» | Moore / Reale / Van Stavern / Bobby Jarzombek / Steve Loeb / Bob Held | «Enterrado vivo (di un cuento del corazón)» | 8:54     |  |
| 46:06  |                                  |                                                                       |                                             |          |  |

## Créditos

### Riot
- Tony Moore — voz
- Mark Reale — guitarra
- Don Van Stavern — bajo
- Bobby Jarzombek — batería

### Músico adicional
- Mark Edwards — batería (en las canciones 2, 3, 5 y 7)

### Personal de producción
- Mark Reale — productor
- Steve Loeb — productor
- Rod Hui — productor, ingeniero de sonido y mezcla
- Chris Shaw — ingeniero de sonido asistente
- Matt Tritto — ingeniero de sonido asistente
- Nick Sanzano — ingeniero de sonido adicional
- Howie Weinberg — masterización
- And Pérez — miembro del personal
- Bruce Marcus — miembro del personal
- Corky — miembro del personal
- Joey Blalock — miembro del personal

### Personal de arte
- Kevin Kall — diseño de portada
- Mark Weiss — fotógrafo

### Personal vario
- Vince Perazzo — administración
- Ada Lee — maquillaje y peinados (en el vídeo musical de «Bloodstreets»)

## Listas
| Año  | País           | Lista         | Posición máxima |
| ---- | -------------- | ------------- | --------------- |
| 1988 | Estados Unidos | Billboard 200 | 150.º           |